# 博瓦利
博瓦利（Bhowali），是印度北阿坎德邦Nainital县的一个城镇。总人口5302（2001年）。

## 人口
该地2001年总人口5302人，其中男性2846人，女性2456人；0—6岁人口598人，其中男309人，女289人；识字率80.12%，其中男性为82.50%，女性为77.36%。